# Lijn 3 (metro van São Paulo)
Lijn 3 van de metro van São Paulo is een lijn van de metro van São Paulo. De lijn is de drukste van het netwerk en is veel drukker dan de langere en meer uitgebreidere lijnen. De metrolijn telt 18 stations en het traject heeft een totale lengte van 22,0 kilometer. Metrolijn 3 werd ingehuldigd op 10 maart 1979.

## Stations
| Station                                             | Station                 | District(en)                       | Overstap |
| --------------------------------------------------- | ----------------------- | ---------------------------------- | -------- |
| Station Palmeiras-Barra Funda                       | Palmeiras-Barra Funda   | Barra Funda                        |          |
| Ingang van het station Marechal Deodoro             | Marechal Deodoro        | Santa Cecília                      |          |
| Platform van station Santa Cecília                  | Santa Cecília           | Santa Cecília                      |          |
| Het station República                               | República               | República                          |          |
| Platform van station Anhangabaú                     | Anhangabaú              | República                          |          |
| De kathedraal en de ingang van het station Sé       | Sé                      | Sé                                 |          |
| Het station Pedro II                                | Pedro II                | Sé                                 |          |
| Het stationsgebouw Brás                             | Brás                    | Brás                               |          |
| Station Bresser-Mooca                               | Bresser-Mooca           | Brás - Mooca                       |          |
| Ingang station Belém                                | Belém                   | Belém                              |          |
|                                                     | Tatuapé                 | Tatuapé                            |          |
| Metro op station Carrão                             | Carrão Assaí Atacadista | Tatuapé                            |          |
| Platforms van station Penha                         | Penha Lojas Besni       | Penha - Vila Matilde               |          |
| Passagiers op het platform van station Vila Matilde | Vila Matilde            | Penha - Vila Matilde               |          |
| Station Guilhermina-Esperança                       | Guilhermina-Esperança   | Penha - Vila Matilde               |          |
| Het station Patriarca-Vila Ré                       | Patriarca-Vila Ré       | Penha - Vila Matilde - Artur Alvim |          |
| Het station Artur Alvim                             | Artur Alvim             | Artur Alvim                        |          |
| Metro op station Corinthians-Itaquera               | Corinthians-Itaquera    | Itaquera                           |          |

## Galerij

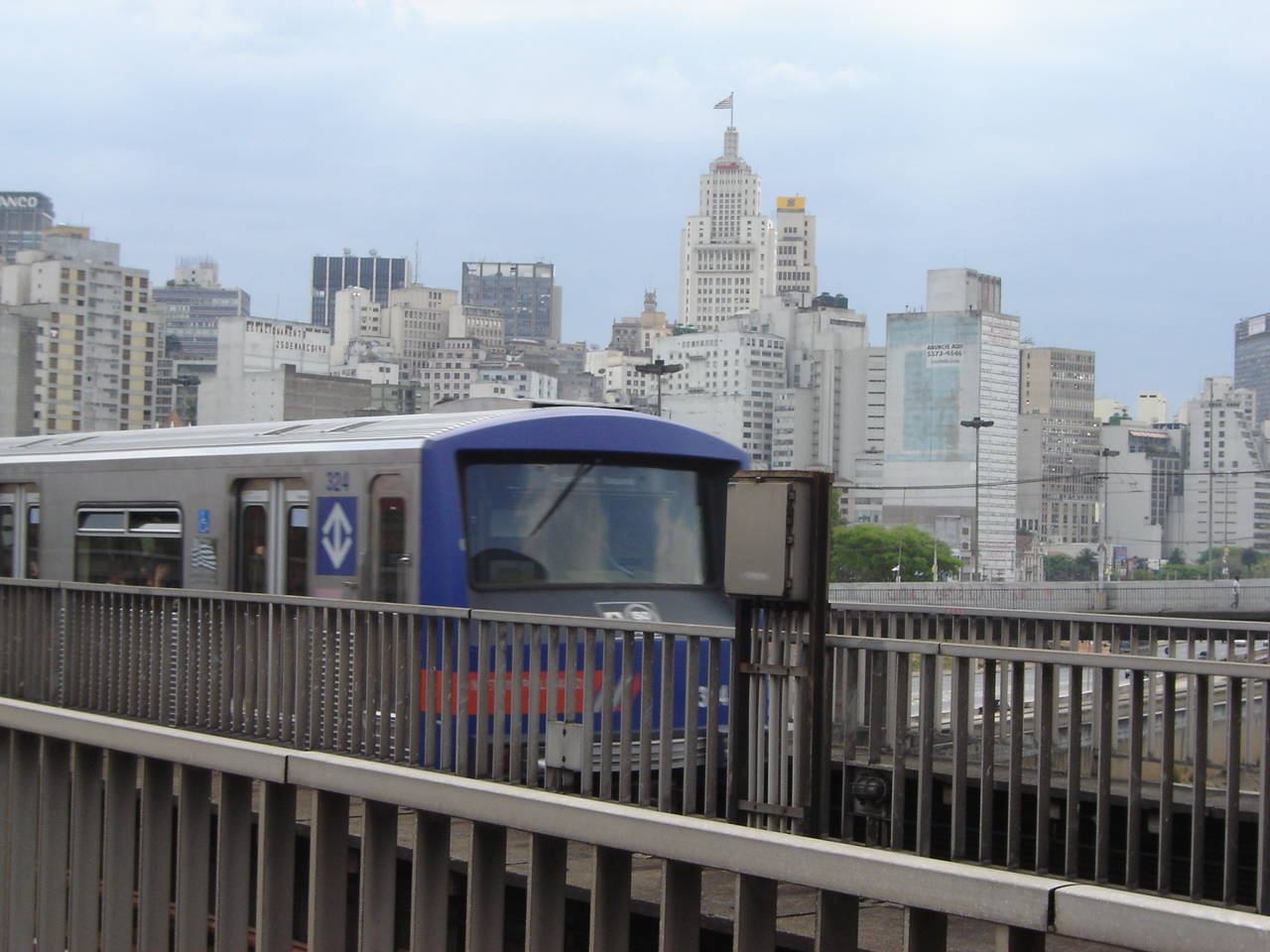
Trein Lijn 3
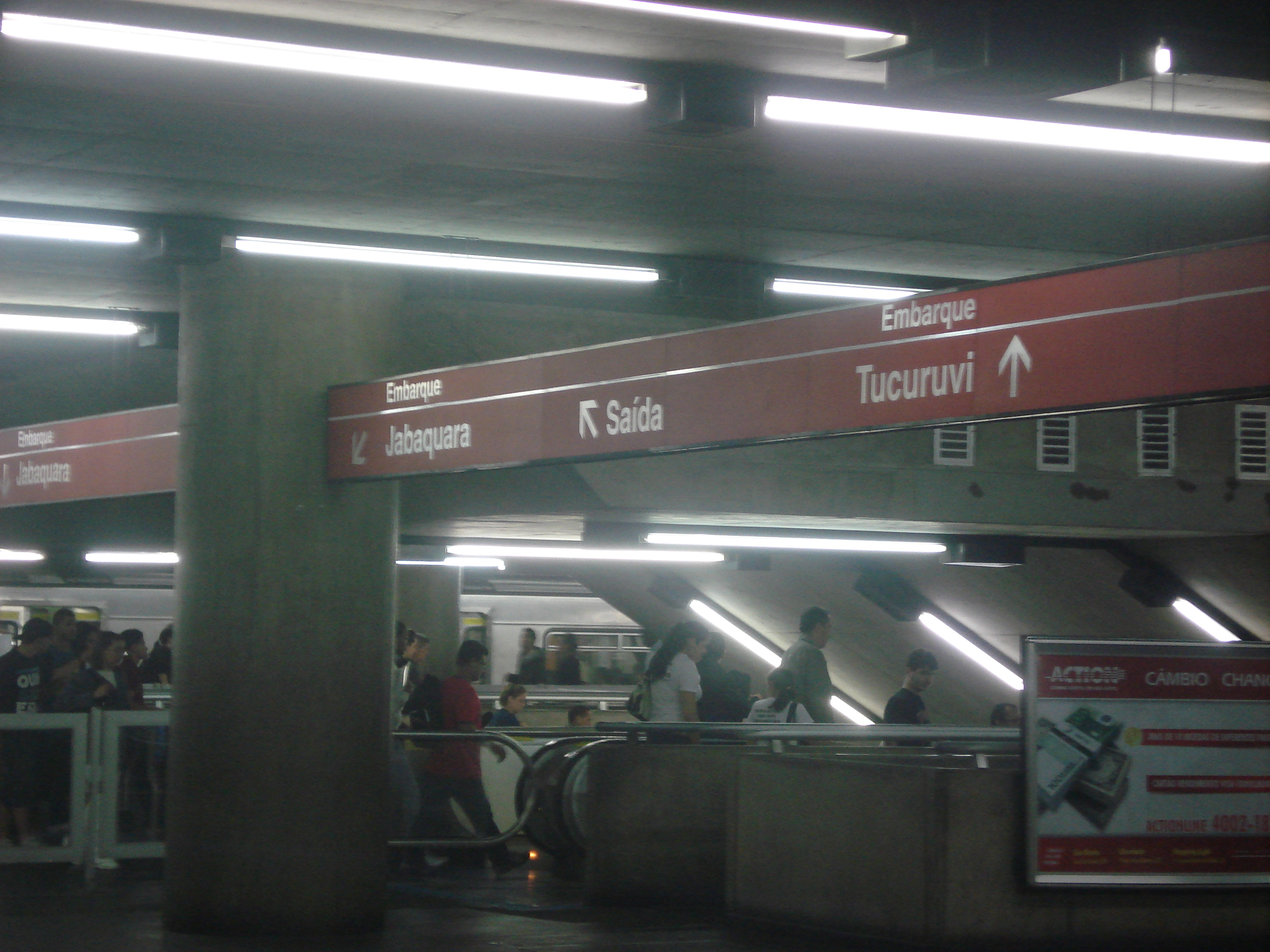
Platform van station Sé